# الأكاديمية الدبلوماسية التابعة لوزارة الخارجية الروسية
الأكاديمية الدبلوماسية هي أكاديمية العلوم التابعة لوزارة الشؤون الخارجية في الاتحاد الروسي، وتكتب بالروسية: Дипломатическая академия Министерства иностранных дел Российской Федерации) وهي معروفة أيضا باسم مؤسسة الدولة للتربية الأكاديمية الدبلوماسية التابعة لوزارة الشؤون الخارجية للاتحاد الروسي، وهي مؤسسة دبلوماسية أنشئت في عام 1934م لتعليم وتدريب الدبلوماسيين والقنصليين لخدمة الخارجية السوفياتية والتي سبق تشكيلها في مفوضية الشعب للشؤون الخارجية في اتحاد الجمهوريات الاشتراكية السوفياتية. في عام 1939، تم تجميع المؤسسات التعليمية التابعة للخارجية إلى المؤسسة الدبلوماسية العليا وفي عام 1974 تحولت إلى الأكاديمية الدبلوماسية التابعة لوزارة الشؤون الخارجية في الاتحاد السوفييتي وبعد عام 1991م تم تغيير اسمها إلى الأكاديمية الدبلوماسية التابعة لوزارة الشؤون الخارجية للاتحاد الروسي.